# 대한민국의 지방공기업 목록
대한민국의 법률에 따라 2016년도 지방자치단체에서 운영하는 지방공기업은 모두 398개이다. 다음은 지방직영기업을 제외한 지방자치단체별 지방공기업 운영 현황 목록이다.

## 서울특별시

### 광역자치단체
지방공사
- 서울교통공사
- 서울주택도시공사
- 서울특별시농수산식품공사
- 서울에너지공사

지방공단
- 서울시설공단

### 기초자치단체
지방공단
- 종로구 시설관리공단
- 중구 시설관리공단
- 용산구 시설관리공단
- 성동구 도시관리공단
- 광진구 시설관리공단
- 동대문구 시설관리공단
- 중랑구 시설관리공단
- 성북구 도시관리공단
- 강북구 도시관리공단
- 도봉구 시설관리공단
- 노원구 서비스공단
- 은평구 시설관리공단
- 서대문구 도시관리공단
- 마포구 시설관리공단
- 양천구 시설관리공단
- 강서구 시설관리공단
- 구로구 시설관리공단
- 금천구 시설관리공단
- 영등포구 시설관리공단
- 동작구 시설관리공단
- 관악구 시설관리공단
- 강남구 도시관리공단
- 송파구 시설관리공단
- 강동구 도시관리공단

## 부산광역시

### 광역자치단체
지방공사
- 부산교통공사
- 부산도시공사
- 부산관광공사

지방공단
- 부산시설공단
- 부산환경공단
- 부산지방공단 스포원

### 기초자치단체
지방공단
- 기장군 도시관리공단

## 대구광역시

### 광역자치단체
지방공사
- 대구교통공사 (구 대구도시철도공사)
- 대구도시개발공사

지방공단
- 대구공공시설관리공단 - 대구시설공단, 대구환경공단 통합 법인

### 기초자치단체
지방공단
- 달성군 시설관리공단
- 대구염색산업단지관리공단

## 인천광역시

### 광역자치단체
지방공사
- 인천교통공사
- 인천도시공사
- 인천관광공사

지방공단
- 인천광역시시설관리공단
- 인천환경공단

### 기초자치단체
지방공단
- 인천중구시설관리공단
- 미추홀구 시설관리공단
- 연수구 시설안전관리공단
- 남동구 도시관리공단
- 부평구 시설관리공단
- 계양구 시설관리공단
- 서구 시설관리공단
- 강화군 시설관리공단

## 광주광역시

### 광역자치단체
지방공사
- 광주교통공사
- 광주광역시도시공사
- 김대중컨벤션센터

지방공단
- 광주환경공단

### 기초자치단체
지방공단
- 광산구 시설관리공단

## 대전광역시

### 광역자치단체
지방공사
- 대전교통공사
- 대전도시공사
- 대전관광공사

지방공단
- 대전광역시시설관리공단

## 울산광역시

### 광역자치단체
지방공사
- 울산광역시 도시공사

지방공단
- 울산시설공단
- 울산산업인력공단

### 기초자치단체
지방공단
- 중구 도시관리공단
- 남구 도시관리공단
- 울주군시설관리공단

## 세종특별자치시
지방공사
- 세종도시교통공사

지방공단
- 세종특별자치시 시설관리공단

## 경기도

### 광역자치단체
지방공사
- 경기주택도시공사
- 경기관광공사
- 경기평택항만공사

### 기초자치단체
지방공사
- 수원도시공사
- 성남도시개발공사
- 고양도시관리공사
- 부천도시공사
- 용인도시공사
- 안산도시공사
- 남양주도시공사
- 평택도시공사
- 광명도시공사
- 광주도시관리공사
- 김포도시공사
- 구리도시공사
- 구리농수산물공사
- 하남도시공사
- 의왕도시공사
- 양평공사
- 화성도시공사
- 안양도시공사
- 시흥도시공사
- 포천도시공사
- 과천도시공사

지방공단
- 의정부시설관리공단
- 파주시시설관리공단
- 군포시시설관리공단
- 김포시시설관리공단
- 이천시시설관리공단
- 양주시시설관리공단
- 안성시시설관리공단
- 오산시시설관리공단
- 여주도시관리공단
- 가평군시설관리공단

## 강원특별자치도

### 광역자치단체
지방공사
- 강원개발공사

### 기초자치단체
지방공사
- 춘천도시공사
- 강릉관광개발공사

지방공단
- 동해시시설관리공단
- 속초시시설관리공단
- 정선군시설관리공단
- 영월군시설관리공단

## 충청북도

### 광역자치단체
지방공사
- 충북개발공사

### 기초자치단체
지방공사
- 단양관광공사

지방공단
- 청주시시설관리공단
- 단양관광관리공단
- 충주시시설관리공단

## 충청남도

### 광역자치단체
지방공사
- 충청남도개발공사

### 기초자치단체
지방공사
- 천안도시공사
- 당진항만관광공사

지방공단
- 보령시시설관리공단
- 아산시시설관리공단
- 부여군시설관리공단

## 전북특별자치도

### 광역자치단체
지방공사
- 전북개발공사

### 기초자치단체
지방공사
- 장수한우지방공사

지방공단
- 전주시시설관리공단

## 전라남도

### 광역자치단체
지방공사
- 전남개발공사

### 기초자치단체
지방공단
- 여수시도시관리공단

## 경상북도

### 광역자치단체
지방공사
- 경상북도개발공사
- 경상북도관광공사

### 기초자치단체
지방공사
- 구미도시공사
- 청송사과유통공사
- 영양고추유통공사
- 청도공영사업공사

지방공단
- 포항시시설관리공단
- 경주시시설관리공단
- 안동시시설관리공단
- 문경관광진흥공단
- 영천시시설관리공단

## 경상남도

### 광역자치단체
지방공사
- 경남개발공사

### 기초자치단체
지방공사
- 통영관광개발공사
- 김해시도시개발공사
- 거제해양관광개발공사
- 함안지방공사

지방공단
- 창원시시설관리공단
- 창원레포츠파크
- 양산시시설관리공단
- 창녕군시설관리공단
- 밀양시시설관리공단
- 사천시시설관리공단

## 제주특별자치도
지방공사
- 제주특별자치도개발공사
- 제주관광공사
- 제주에너지공사